# Rajd Francji 1978
Rajd Korsyki 1978 - Rajd Francji (22. Tour de Corse - Rallye de France) – 22 Rajd Korsyki rozgrywany we Francji w dniach 4-5 listopada. Była to dziesiąta runda Rajdowych Mistrzostw Świata producentów w roku 1978 oraz zarazem osiemnasta runda Rajdowych Mistrzostw Świata kierowców tzw. Pucharu FIA Kierowców. Rajd został rozegrany na asfalcie. Baza imprezy była zlokalizowana we Francji na Korsyce w miejscowości Ajaccio.

## Wyniki końcowe rajdu[1]
| Msc. | Kierowca            | Pilot                   | Samochód                 | Czas    | Strata | Grupa | Pkt zespół | Pkt kierowca |
| ---- | ------------------- | ----------------------- | ------------------------ | ------- | ------ | ----- | ---------- | ------------ |
| 1    | Bernard Darniche    | Alain Mahé              | Fiat 131 Abarth          | 6:47.34 | 0.0    | 4     | 10+8       | 9            |
| 2.   | Jean-Claude Andruet | 'Biche'                 | Fiat 131 Abarth          | 6:51.59 | +4.25  | 4     |            | 6            |
| 3.   | Sandro Munari       | Mario Mannucci          | Fiat 131 Abarth          | 6:52.59 | +5.25  | 4     |            | 4            |
| 4.   | Jacques Alméras     | Claude Perramond        | Porsche 911              | 6:57.44 | +10.10 | 4     | 7+5        | 3            |
| 5.   | Michèle Mouton      | Françoise Conconi       | Fiat 131 Abarth          | 6:58.12 | +10.38 | 4     |            | 2            |
| 6.   | Pierre-Louis Moreau | Patrice Baron           | Porsche 911              | 7:05.11 | +17.37 | 3     |            | 1            |
| 7.   | Jean-Pierre Nicolas | Vincent Laverne         | Opel Kadett GT/E         | 7:06.09 | +18.35 | 2     | 4+8        |              |
| 8.   | Daniel Rognoni      | Gilbert Dini            | Porsche 911              | 7:17.55 | +30.21 | 3     |            |              |
| 9.   | Claude Balesi       | Jean-Paul Cirindini     | Alpine-Renault A110 1800 | 7:19.19 | +31.45 | 4     | 2+3        |              |
| 10.  | Christian Dorche    | Jean-François Fauchille | Opel Kadett GT/E         | 7:31.03 | +43.29 | 1     |            |              |

## Punktacja

### Klasyfikacja producentów
| Lp | Producent | Pkt. |
| -- | --------- | ---- |
| 1  | Fiat      | 134  |
| 2  | Opel      | 96   |
| 3  | Ford      | 82   |
| 4  | Porsche   | 79   |
| 5  | Toyota    | 50   |

- Uwaga: Tabela obejmuje tylko pięć pierwszych miejsc.

### Klasyfikacja  FIA Cup for Rally Drivers
| Lp | Producent           | Pkt.    |
| -- | ------------------- | ------- |
| 1  | Markku Alén         | 52 (56) |
| 2  | Jean-Pierre Nicolas | 31      |
| 3  | Hannu Mikkola       | 21      |
| 4  | Michèle Mouton      | 14      |
| 5  | Walter Röhrl        | 12 (21) |

- Uwaga: Tabela obejmuje tylko pięć pierwszych miejsc.